# جامعة العين
جامعة العين العراقيّة هي جامعة أهليّة عراقيّة حديثة التأسيس؛ تأسّست عام 2017، وتقع مدينة الناصريّة، في جنوب العراق، ومُعترف بها من قبل وزارة التعليم العالي والبحث العلمي منذ العام 2017.
يُعدُّ مجلس الجامعة أعلى هيئة علميّة وإداريّة في الجامعة، ويترأسه رئيس الجامعة ويضمُّ في عضويته المساعدين العلميّ والإداري والسادة عمداء الكلّيّات معاونيهم وممثلين عن الهيئة المؤسّسة والهيئة التدريسيّة والطلبة، ويجتمع شهريًّا ويتّخذ القرارات والتوصيات ويُرسلها إلى وزارة التعليم العالي والبحث العلميللمصادقة عليها وإقرارها.
يتألف الحرم الجامعيّ من 5 مباني، بما في ذلك المستشفى التعليميّ لطب الأسنان والمستشفى التعليميّ للطبّ البشريّ، ومكتبة، وثلاثة مهاجع (سكن داخليّ). لغات التدريس هي اللغتين الإنجليزية والعربيّة حسب الاِختصاصات.

## الكليات
تضم الجامعة 10 كليات، هي:
- كلية الطب
- كلية طب الأسنان
- كلية الصيدلة
- كلية الهندسة بأقسامها :
  - هندسة النفط
  - هندسة الطب الحياتي
- كلية هندسة الذكاء الاصطناعي
- كلية التقنيات الطبية بأقسامها :
  - تقنيات البصريات
  - تقنيات التخدير
  - تقنيات صناعة الاسنان
  - تقنيات الاشعة
  - تقنيات المختبرات الطبية
  - كلية التربية البدنية و علوم الرياضة
  - الكلية الهندسية التقنية بأقسامها :
- هندسة تقنيات الاجهزة الطبية
- هندسة تقنيات الحاسوب
- كلية التربية بأقسامها :
  - اللغة الانكليزية
  - الكيمياء
- كلية القانون